# 西念寺 (福岡県広川町)
西念寺（さいねんじ）は、福岡県八女郡広川町にある真宗大谷派の寺院。蒲池氏分流の菩提寺。

## 沿革
西念寺縁起によると、開基は蒲池氏分流（上蒲池）の2代目の蒲池鑑広の三男の全融（俗名は蒲池鎮種。鎮胤とも）。柳川の蒲池氏嫡流が龍造寺氏によって滅ぼされ、菩提寺の崇久寺をはじめ蒲池氏関連の社寺が龍造寺隆信の命令で徹底的に破壊され尽くしたため、残った蒲池氏庶流の3代目であり、兄でもある蒲池鎮運と蒲池氏の菩提寺を建立しようとした。しかし、関ヶ原の戦いにて鎮運は、石田三成の西軍側にあって敗れたため宿願は果たせないままになった。元和元年（1615年）、溝口館を守っていた家臣の横溝一族の助力を得て、翌年、梵刹は落成。全融を開基とし、蒲池一族の菩提寺となる。
柳川の蒲池氏本家が龍造寺隆信により滅ぼされ、菩提寺の崇久寺も徹底的に破壊されたため、西念寺が、蒲池氏分流の菩提寺であると共に蒲池一族の菩提を弔う。また蒲池氏の家臣である大木、中村、矢加部、山下、横溝、坂田、牛島、木室、吉岡、一条、樺島、末吉、隈、杉、近藤、窪田、丸山、光岡、佐藤、都留、熊添などが当寺を菩提寺とした。全融の一子である祐善が二世住職となる。現在も住職は、その子孫であり、寺には「蒲池家系図」や「下野宇都宮正統系図」が伝わっている。